# Ивайло Гаврилов
Ивайло Брунков Гаврилов е български волейболист (класически и плажен), треньор и коментатор.
Роден е в София на 30 декември 1970 година. Син е на волейболния състезател и треньор Брунко Илиев.
Започва състезателната си кариера в класическия волейбол в България играейки за „Славия“. Състезава се за отборите на „Катания“, „Форли“, „Парма“, „Рома“, „Равена“, „Мачерата“, „Милано“, „Таранто“ и „Падуа“ в Италия, „Олимпиакос“ и ПОАК в Гърция и „Бенфика“ (Лисабон) в Португалия.
Национален състезател е на България от 1989 до 2001 г. Участва в Летни олимпийски игри 1996 в Атланта, САЩ. „Волейболист на годината“ за 1997, 1998, 1999 г. „Плажен волейболист на годината“ от 2000 до 2004 г., заедно с Владислав Тодоров, с когото формират първата професионална двойка по плажен волейбол в България. Впоследствие се контузва и става треньор на Борис Янков и Милен Стоянов по плажен волейбол.
Няколко години работи като водещ на предаването „Теглене тиражите на ТОТО 2 и Втори ТОТО шанс“ по БНТ. Коментира волейбол и плажен волейбол за „Евроспорт“. Пише за списание „Топ Волей“.
Разведен е с бившата гимнастичка Зорница Каленска (Гаврилова). Имат 2 деца – Стефани (1995) и Александър (1998).